# 榊原諒
榊原 諒（さかきばら りょう、1985年8月4日 - ）は、愛知県高浜市出身の元プロ野球選手（投手）。右投右打。

## 経歴

### プロ入り前
岐阜県の中京高では1年秋の新チーム時からエースとして活躍し、同期の中川裕貴・城所龍磨と共に甲子園に2度出場している。
2002年、高校2年生の時の第84回選手権大会に出場し、1勝を挙げた。新チームの大黒柱となった秋以降は、スライダーを武器に三振を取りまくり、秋春連続して東海大会を連覇。同年秋に行われた第33回明治神宮野球大会では横浜の成瀬善久、東北のダルビッシュ有に投げ勝ちチームを優勝に導く。翌2003年の春の甲子園（第75回選抜大会）にも出場し、1勝を挙げた。
高校卒業後の2004年には三菱自動車岡崎に入社するが、親会社の不祥事（三菱リコール隠し）に伴い、チームがシーズン途中で活動停止となり休部を余儀なくされた。高校時代に輝かしい成績を残した右腕も、社会人野球では大きな実績がない1年目の1選手に過ぎず、会社の野球部が休部した後の移籍先を探すのは困難を極めた。
移籍先が見つからない状況の中、中京高校時代のチームメイト寺西が所属しており、関西国際大学硬式野球部の監督である鈴木英之から誘いを受けたことも手伝って、浪人生活を経て、翌2005年に関西国際大学へ進学、改めて硬式野球部に入部した。2007年には第56回全日本大学野球選手権大会にも出場を果たすなど、阪神大学リーグでは最優秀選手、敢闘賞各2回、ベストナイン4回、最優秀投手1回を獲得して通算32勝を挙げている。チームメイトに、後にオリックスで同僚となる伊原正樹がいる。
2008年度プロ野球ドラフト会議にて北海道日本ハムファイターズから2位指名を受けて入団。

### 日本ハム時代
2009年
新人ながら先発ローテーションの谷間を務めていたが、交流戦の頃には、糸数敬作に代わり二軍落ち。以降、一軍二軍を行き来し、一軍では結局勝ち星に恵まれず未勝利に終わり二軍での成績も30試合に登板し、4勝3敗3セーブで防御率4.37の成績であった。
2010年
6月15日の東京ヤクルトスワローズ戦にて、先発した増井浩俊がアクシデントで降板したため急遽登板し、プロ初勝利を挙げた。その後は主にロングリリーフとして登板し、好投を続けた。同年9月24日には10勝目に到達したが、全て先発投手が早い回に降板した後を継いで登板したことによるもので前年とは打って変わり勝ち運にも恵まれた。シーズン終了後の11月18日、防御率2.63と10勝を挙げた成績が評価されて、パ・リーグ新人王に選ばれた。同い年の中川裕貴が「あれほど活躍するとは」と驚く程の大活躍だった。
2011年
セットアッパーの一角として起用され、開幕から25試合連続自責点0など安定した投球で、リリーフ陣の一角としてフル回転する。シーズン終盤に入りやや打ち込まれる場面もあったが、最終的には60試合に登板し、増井に次ぐチーム2位の23ホールドを挙げ、防御率1.66の好成績を残した。
2012年
開幕前から右肩痛で開幕二軍となり、結局シーズンを棒に振り、復帰後もビハインドの場面での起用が多くなった。
2013年
シーズン中から榊原自身が周囲に登板機会を求めてトレード志願をしていたが話がまとまらず、本人の意思も考慮し、10月1日に球団から翌2014年の契約を結ばないことを通告された。

### オリックス時代
2013年11月11日から入団テストを兼ねて二軍の秋季練習（神戸総合運動公園サブ球場）へ参加。16日に育成選手として入団することが発表された。背番号は118。
2014年
7月8日に支配下登録選手へ復帰するとともに、背番号を52へ変更した。復帰から6日後の14日に出場選手登録を果たすと、一軍公式戦11試合に登板。勝敗は付かなかったものの、防御率1.80という好成績を残した。ちなみに、大学でもチームメイトであった伊原はシーズン終了後の戦力外通告を機に打撃投手へ転身している。
2015年
移籍後初めて、公式戦の開幕を一軍で迎えた。一時はセットアッパーを任されたが、4月13日に出場選手登録を抹消。5月19日には、右肘の遊離軟骨を除去する手術を受けた。術後の回復は順調だったが、一軍への復帰を果たせないまま、10月26日に球団から戦力外通告を受けた。

### オリックス退団後
2015年11月10日に、シートバッティング形式の12球団合同トライアウト（草薙球場）へ参加。1四球を与えながらも、打者3人を無安打に抑えたが、トライアウト後にはどの球団からも獲得を打診されなかった。なお、30日には、オリックス球団の納会へ参加。その際に現役を引退することや、実家のある愛知県内で再就職を目指すことを表明した。
その後は名古屋市内でガソリンスタンドを経営する大森石油で働きながら同社軟式野球部でプレーしていたが、2019年には硬式野球クラブチームの全三重クラブでプレーした。

## 選手としての特徴・人物
最速150km/h（平均球速は約140km/h）のストレートと切れのあるスライダー、シュートに加え、正確なコントロールが武器。クイックが速く、フィールディングにも定評がある。

## 詳細情報

### 年度別投手成績
| 年 度     | 球 団      | 登 板 | 先 発 | 完 投 | 完 封 | 無 四 球 | 勝 利 | 敗 戦 | セ 丨 ブ | ホ 丨 ル ド | 勝 率 | 打 者 | 投 球 回 | 被 安 打 | 被 本 塁 打 | 与 四 球 | 敬 遠 | 与 死 球 | 奪 三 振 | 暴 投 | ボ 丨 ク | 失 点 | 自 責 点 | 防 御 率 | W H I P |
| --------- | ---------- | ----- | ----- | ----- | ----- | -------- | ----- | ----- | -------- | ----------- | ----- | ----- | -------- | -------- | ----------- | -------- | ----- | -------- | -------- | ----- | -------- | ----- | -------- | -------- | ------- |
| 2009      | 日本ハム   | 10    | 4     | 0     | 0     | 0        | 0     | 1     | 0        | 1           | .000  | 123   | 26.2     | 37       | 5           | 8        | 0     | 1        | 23       | 0     | 0        | 19    | 18       | 6.08     | 1.69    |
| 2010      | 日本ハム   | 39    | 1     | 0     | 0     | 0        | 10    | 1     | 0        | 6           | .909  | 275   | 72.0     | 60       | 3           | 11       | 0     | 0        | 54       | 1     | 0        | 22    | 21       | 2.63     | 0.99    |
| 2011      | 日本ハム   | 60    | 0     | 0     | 0     | 0        | 1     | 3     | 0        | 23          | .250  | 233   | 59.2     | 39       | 1           | 16       | 2     | 3        | 36       | 0     | 0        | 12    | 11       | 1.66     | 0.92    |
| 2012      | 日本ハム   | 17    | 0     | 0     | 0     | 0        | 0     | 0     | 0        | 2           | ----  | 94    | 21.1     | 23       | 2           | 8        | 0     | 0        | 18       | 3     | 0        | 9     | 7        | 2.95     | 1.45    |
| 2013      | 日本ハム   | 2     | 0     | 0     | 0     | 0        | 0     | 0     | 0        | 0           | ----  | 17    | 4.0      | 4        | 0           | 2        | 0     | 0        | 2        | 0     | 0        | 3     | 0        | 0.00     | 1.50    |
| 2014      | オリックス | 11    | 0     | 0     | 0     | 0        | 0     | 0     | 0        | 0           | ----  | 63    | 15.0     | 15       | 1           | 6        | 0     | 0        | 8        | 0     | 0        | 4     | 3        | 1.80     | 1.40    |
| 2015      | オリックス | 7     | 0     | 0     | 0     | 0        | 0     | 1     | 0        | 0           | .000  | 23    | 5.0      | 5        | 0           | 3        | 0     | 0        | 5        | 0     | 0        | 5     | 5        | 9.00     | 1.60    |
| 通算：7年 | 通算：7年  | 146   | 5     | 0     | 0     | 0        | 11    | 6     | 0        | 32          | .647  | 828   | 203.2    | 183      | 12          | 54       | 2     | 4        | 146      | 4     | 0        | 74    | 65       | 2.87     | 1.16    |

### 表彰
- 新人王 （2010年）
- ゴールデン・ルーキー賞 （2010年）

### 記録
- 初登板・初先発登板：2009年4月8日、対千葉ロッテマリーンズ2回戦（東京ドーム）[5]、3回0/3を3失点[要出典]
- 初奪三振：同上、1回表に井口資仁[5]から空振り三振[要出典]
- 初ホールド：2009年8月28日、対福岡ソフトバンクホークス18回戦（札幌ドーム）[5]、6回表に3番手で救援登板、2/3回無失点[要出典]
- 初勝利：2010年6月15日、対東京ヤクルトスワローズ4回戦（明治神宮野球場）[5]、2回裏に2番手で救援登板、2回無失点[要出典]

### 背番号
- 15 （2009年 - 2013年）
- 118 （2014年 - 2014年7月）
- 52 （2014年7月 - 2015年）

### 登場曲
- 『NEXT LEVEL』 / 浜崎あゆみ （2009年 - 同年途中）
- 『黄金魂』 / 湘南乃風 （2009年途中 - ）[注 1]